# Carlota O'Neill
Carlota O'Neill de Lamo (Madrid, 27 de marzo de 1905-Caracas, 20 de junio de 2000) fue una escritora, dramaturga y periodista feminista española. Su marido fue el capitán Virgilio Leret, ejecutado tras oponerse a la sublevación de 1936 en Melilla, que dio origen a la Guerra Civil. Ella pasó casi cinco años en prisión, partiendo posteriormente al exilio. También escribió bajo los seudónimos de Carlota Lionell y Laura de Noves.

## Trayectoria

### Primeros años y familia
Carlota Alejandra Regina Micaela O'Neill y Lamo nació el 27 de marzo de 1905 en Madrid, hija de Enrique O'Neill Acosta, un diplomático mexicano con ascendencia irlandesa, y de la española Regina Lamo y Jiménez —alias Nora Avante—, una escritora, pianista y apasionada defensora del sindicalismo y del cooperativismo y colaboradora de Lluis Companys. Tuvo una hermana Enriqueta O'Neill —alias Regina Flavio—, quien también fue escritora, además de varios medio-hermanos de un matrimonio anterior de su padre. Su tío Carlos Lamo y Jiménez, fue el compañero sentimental de la escritora y periodista Rosario de Acuña. Asimismo, Carlota O´Neill fue tía de la política y escritora Lidia Falcón O'Neill.
Su familia se trasladó a Barcelona, donde O'Neill conoció al militar Virgilio Leret, de ideas progresistas como ella. Se convirtieron en pareja de hecho y tuvieron dos hijas: María Gabriela (Mariela) y Carlota (Loti). Se casaron en 1929.
En 1924 publicó su primera novela, ¡No tenéis corazón! prologada por el escritor Manuel Marinel. Después publicó Eva Glaydthon, en La Novela Mensual;  Pigmalión, en La Novela Ideal, empresa vinculada a la familia de Federica Montseny y en 1925 Historia de un beso, en La Novela Femenina.
Como periodista publicó en revistas como Ahora y Estampa. Dirigió la revista Nosotras, fundada en 1931, que quería "despertar la conciencia de la mujer española". En ella colaboraron Hildegart Rodríguez Carballeira, Dolores Ibárruri, Regina Lamo, Elisa Soriano, entre otras. Años después, realizó  la última entrevista conocida a Santiago Ramón y Cajal. Nosotras fue una revista feminista y de izquierdas, destinada a ciudadanas con plena capacidad de intervenir en la vida social, sin abordar los temas considerados femeninos.
En febrero de 1933, tuvo lugar en Madrid el estreno del drama social en un acto Al rojo, que era una crítica a la explotación y condiciones de trabajo de las modistas. Fue estrenado por el grupo teatral "Nosotros" en el Teatro Proletario en un local de la calle Alcalá dirigido por César Falcón. Dicho grupo estaba promovido por el semanario político Nosotros (1930-1932), dirigido por Falcón. Con Al rojo se inauguraba en Madrid el repertorio de obras de autores españoles pertenecientes al teatro de agitación. La obra será una de las más demandadas, repitiéndose sus representaciones a lo largo de las temporadas teatrales de 1933 y 1934. Colaboró además como actriz. Fue ponente en también alguno de los ciclos de conferencias que se organizaron en dicho teatro.
En 1934 se dio de alta en el Ateneo de Madrid dándose de baja al año siguiente.
En 1935 estrenó la obra El caso extraordinario de Elisa Wilman y en marzo de 1936 El paraíso perdido, representada como lectura dramatizada en el Lyceum Club Femenino, del que O´Neill era socia.

### Guerra civil española
En julio de 1936 se encontraba en Melilla con su marido y sus hijas, ya que Leret era el jefe de las Fuerzas Aéreas Zona Oriental de Marruecos y de la base de hidroaviones del Atalayón en Melilla. Los sublevados acabaron con la resistencia de Leret en la base, lo arrestaron y, posteriormente, lo fusilaron, aunque su esposa no lo sabría hasta tiempo después. Tras el ataque, su suegro, un militar conservador, la acusó del "desvío ideológico" de su hijo y de dicho fusilamiento. Posteriormente, el 22 de julio de 1936, Carlota O'Neill fue detenida y, dieciocho meses después, juzgada por un tribunal militar. Al no haberse acreditado los hechos de lo que se le acusaba, el 19 de agosto de 1936 el juez decretó el sobreseimiento de la causa, decisión que le fue notificada el 21 de agosto de 1936; sin embargo, nunca le dieron la libertad pues, según consta a fojas 42 del expediente, por resolución del 26 de agosto de 1936, dictada por el juez Luis Anel y Ladrón de Guevara, «a propuesta de la Comisión Depuradora he acordado queden por ahora detenidas gubernativamente». Se le sometió a Consejo de Guerra y fue condenada a seis años de prisión por el delito de injurias al Ejército. Durante el tiempo que estuvo en prisión fue su suegro quien se quedó con la tutela de las niñas.
En prisión escribió Las Olvidadas, donde sus protagonistas eran prostitutas con las compartió cárcel.
El 18 de marzo de 1938, estando en la prisión del Fuerte de Victoria Grande, de Melilla, y al enterarse de que a sus hijas menores se las llevaban a la península, agredió a sus compañeras de prisión y gritó: «asesinos, canallas, sinvergüenzas; habéis matado a mi marido y ahora se llevan a mis hijas». Esas expresiones hicieron que se le abriera un segundo Consejo de Guerra, por el delito de injurias al Ejército, del que finalmente fue absuelta. 
El 12 de julio de 1940, el Tribunal de Responsabilidades Políticas de Melilla abrió una nueva causa a Carlota O´Neill (expediente 4017, Ley del 9 de febrero de 1939), en donde señalan que su influjo predominante sobre su esposo, el capitán Leret, y en los escritos de los que fue autora, contribuyeron a fomentar la situación anárquica y desastrosa que hizo necesaria la iniciación del movimiento nacional. Un tribunal la inhabilitó durante cinco años para ejercer cargos públicos del estado, provincia y municipio y al pago de una sanción económica.

### Libertad y exilio
Tras su salida de la cárcel, en 1941, O'Neill obtuvo la custodia de sus hijas y se fueron a Barcelona. Gracias a los contactos de su hermana Enriqueta O'Neill con el entonces carlista y Secretario Provincial de Prensa de Barcelona José Bernabé Oliva, llevó a las hijas a un centro regentado por las Misioneras de Cristo Rey en Barcelona. Trabajó como novelista bajo el pseudónimo de Laura de Noves y fue publicitada por los medios oficiales del régimen gracias su hermana. Esta etapa supuso su época más prolífica en el ámbito literario.
En esa época comenzó a escribir un relato que publicó con el título Los muertos también hablan, continuación de Una mexicana en la guerra de España en México en 1973.
En 1949 partió al exilio en Venezuela y luego a México. Siguió su producción literaria donde escribió sus memorias, una antología de poemas carcelarios, Romanza de las rejas y varias novelas.
Falleció a los 95 años, el 20 de junio de 2000 en Caracas.

### Una mujer en la guerra de España
Publicado en 1964, con el título Una mexicana en la guerra de España, narra su experiencia en la guerra civil española, su paso por la cárcel de Victoria Grande, en donde estuvo hasta 1940, los juicios militares a que estuvo sometida, su lucha para recuperar la custodia de sus hijas una vez que salió de la cárcel y el viaje al exilio.
El relato comienza con la llegada a Melilla, excepto por una breve referencia a la salida de Madrid de Carlota y su familia y su paso por la ciudad de Málaga desde donde embarca a Melilla. La primera parte del libro La cárcel Negra relata su estancia en el barco, mientras que la segunda comprende desde el relato de su detención e ingreso en el centro penitenciario de Victoria Grande hasta su traslado al Hospital de la Cruz Roja de Melilla, con motivo de la enfermedad que padece. Con su salida del hospital, comienza la tercera parte de la obra Condenada. Las últimas páginas de la obra narran su puesta en libertad y su llegada a Madrid, donde se encuentra con su madre.
En España no se publicó hasta 1979. El mismo ha sido traducido al inglés, con el título de Trapped in Spain (Dumont Press, Toronto,1978) y al polaco, con el título de Spojrzenie zza kr (S. W. Czytelnik, Warsaw, 1968).

### Reivindicación del trabajo de su esposo
Su marido Virgilio Leret diseñó un motor turbocompresor de reacción continua. Este invento fue patentado en el Registro de la Propiedad Industrial de Madrid, el 28 de marzo de 1935, con el n.º 137 729. El presidente de la república, Manuel Azaña, nombró a Virgilio Leret profesor de la Escuela de Mecánicas de Cuatro Vientos y encargó a la Hispano-Suiza de Aviación la construcción de un prototipo para septiembre de 1936. Leret no llegó a ejercer de profesor y el prototipo no se construyó. El diseño ideado por Virgilio Leret estaba a la altura de los avances aeronáuticos que se registraban en Europa.
Carlota mantuvo viva la memoria de su esposo y difundió su historia que está recogida en su libro Una mujer en la guerra de España. Lo que cuenta en su libro es que, después del fusilamiento de Virgilio Leret, le mandaron sus pertenencias, mientras que ella estaba en la cárcel. Según la autora, estas incluían tres copias de los planos del motor, que consiguió que sacaran clandestinamente y que fueran guardadas en la casa del padre de otra de las reclusas. En 1940 entregó los planos y la memoria del invento al comandante James Dickson, agregado aéreo del Reino Unido en Madrid, con la esperanza de que el trabajo de Virgilio Leret fuera de ayuda a los aliados en la Segunda Guerra Mundial. En 1971 Carlota preguntó al Gobierno británico qué ocurrió con los planos del motor entregados 30 años atrás en su embajada en Madrid y no obtuvo respuesta.
La familia de Virgilio Leret Ruiz ha certificado en varios documentos la propiedad de una de las copias manuscritas (la tercera) que durante más de 80 años fue custodiada por los hermanos del inventor y descendientes.

## Reconocimientos
En 2017, una calle de Madrid fue renombrada en su honor. En Melilla también hay una calle con su nombre.

## Obras

### Como Carlota O'Neill
Teatro
- Al Rojo - El paraíso perdido - Paraíso recobrado. Torremozas 2021 ISBN 978-84-7839-874-4
- El caso extraordinario de Elisa Wilman (1935)
- El paraíso perdido (1936)

#### Novelas románticas
- ¡No tenéis corazón! (1924)
- Eva Glaydthon (1924)
- Historia de un beso (1925)
- Pigmalión (1925)[26]

#### Otras obras
- ¿Qué sabe usted de Safo?: amó a las mujeres y a los hombres (1960)
- "Amor": diario de una desintoxicación (1963)
- La verdad de Venezuela (1968)
- Teatro (1974)
- Romanza de las rejas: prosa poética (1977)
- Cinco maneras de morir: diálogos (1982)
- Circe y los cerdos; Cómo fue España encadenada; Los que no pudieron huir (1997)

#### Autobiográfica
- Una mujer en la guerra de España = Una mexicana en la guerra de España (1964)
- Los muertos también hablan (1973)

### Como Carlota Lionell

#### Biografía novelada
- La triste romanza de amor de Franz Schubert (1942)

### Como Laura de Noves
Teatro
- Paraíso recobrado. Ediciones Torremozas 2021 ISBN 978-84-7839-874-4

#### Biografías noveladas
- E. D'araquy (1942)
- El amor imposible de Gustavo Adolfo Bécquer"" (1942)
- Elisabeth Vigée-Lebrun: pintora de reinas (1944)

#### Novelas románticas
- Rascacielos (1942)
- Beso a usted la mano, señora (1943)
- Esposa fugitiva (1943)
- Al servicio del corazón (1945)
- En mitad del corazón (1949)
- …y la luz se hizo
- ¿Quiere usted ser mi marido?
- La señorita del antifaz
- Las amó a todas
- No fue vencida
- Patricia Packerson pierde el tren
- Vidas divergentes[27]

#### Chiquita
- Chiquita modista: manual de modistería práctico (junto con Elena Ramos) (1955)
- Chiquita en sociedad: guía y orientación para comportarse en el trato social (1955)
- Chiquita se casa (1955)